# Glossa (casa discografica)
La Glossa è un'etichetta discografica spagnola di musica classica che si occupa prevalentemente di musica medievale e rinascimentale.

## Storia
La casa discografica è stata fondata nel 1992 da due fratelli musicisti: José Miguel Moreno, liutista, e Emilio Moreno, suonatore di viola. È stata la prima etichetta discografica indipendente spagnola di musica classica .

## Artisti prodotti
La Glossa produce album per molti artisti e gruppi europei, fra i quali diversi italiani, che eseguono musiche medioevali e rinascimentali.
Fra questi si ricordano:
- Cantica Symphonia, direttore Giuseppe Maletto
- La Venexiana, direttore Claudio Cavina
- La Risonanza, direttore Fabio Bonizzoni
- Ensemble Aurora, direttore Enrico Gatti
- Paolo Pandolfo
- Mara Galassi